# Arundel (Maine)
Arundel ist eine Town im York County im US-Bundesstaat Maine. Im Jahr 2020 lebten dort 4264 Einwohner in 1952 Haushalten auf einer Fläche von 61,90 km².

## Geographie
Nach dem United States Census Bureau hat Arundel eine Gesamtfläche von 61,90 km², von der 61,82 km² Land sind und 0,08 km² aus Gewässern bestehen.

### Geographische Lage
Arundel liegt im Südosten des York Countys. Die westliche Grenze des Gebietes bildet der Kennebunk River, der etwas weiter südlich in den Atlantischen Ozean mündet. Einige weitere kleinere Flüsse durchziehen das Gebiet. Es gibt keine größeren Seen. Die Oberfläche ist eher eben, ohne größere Erhebungen.

### Nachbargemeinden
Alle Entfernungen sind als Luftlinien zwischen den offiziellen Koordinaten der Orte aus der Volkszählung 2010 angegeben.
- Norden: Dayton, 13,1 km
- Nordosten: Biddeford, 10,9 km
- Südosten Kennebunkport, 11,3 km
- Westen: Kennebunk, 6,9 km
- Nordwesten: Lyman, 11,9 km

### Stadtgliederung
In Arundel gibt es mehrere Siedlungsgebiete: Arundel, Days Mill und North Chapel.

### Klima
Die mittlere Durchschnittstemperatur in Arundel liegt zwischen −6,1 °C (21 °F) im Januar und 20,6 °C (69 °F) im Juli. Damit ist der Ort gegenüber dem langjährigen Mittel der USA um etwa 9 Grad kühler. Die Schneefälle zwischen Oktober und Mai liegen mit bis zu zweieinhalb Metern mehr als doppelt so hoch wie die mittlere Schneehöhe in den USA; die tägliche Sonnenscheindauer liegt am unteren Rand des Wertespektrums der USA.

## Geschichte
Das Gebiet, zu dem Arundel gehört, hat eine wechselvolle Geschichte. Von 1653 bis 1719 wurde es Cape Purpose genannt, danach von 1719 bis 1821 Arundel. Zu Kennebunkport gehörte das Gebiet von 1821 bis 1915, dann von 1915 bis 1957 war es als North Kennebunkport bekannt und schließlich seit 1957 wieder als Arundel.
Arundel gehörte ursprünglich als Teil zu dem als Cape Porpoise bekannten Gebiet. In Landzuteilungen und Urkunden aus dem 17. Jahrhundert wird Cape Porpoise als Gebiet zwischen den Flüssen Batson und Mousam bezeichnet. Im Jahr 1681 wurde eine schriftliche Beschreibung der Grenzen erstellt. Cape Porpoise hatte sich durch Landgewinne und Verluste nach Osten verschoben. Es erstreckte sich zwischen den Flüssen Kennebunk und Little. Die Bewohner lebten vom Fischfang, von der Landwirtschaft und dem Bau von Schiffsmasten. Bis heute sind die ersten Sägewerke und die erste Getreidemühle noch zu sehen.
Das erste Mühlenrecht datiert aus dem Jahr 1681. Grundstücke für die ersten Siedler wurden entlang der River Road in einer Größe von 100 Morgen vergeben. Es wurden bereits in den ersten Jahren fünf Mühlen und eine Ziegelei errichtet. Die meisten Mühlen waren Sägemühlen, jedoch gab es auch eine Walkmühle für die Produktion von Garn aus Baumwolle, sowie eine Schrotmühle. Das Gebiet wurde durch Ureinwohner vom Stamm der Mi’kmaq besiedelt. Entlang des Kennebunk River wird ein Gebiet als Indian Planting Ground bezeichnet. Es wird vermutet, dass die amerikanischen Ureinwohner diesen Ort vor 1680 als Sommerresidenz nutzten.
Arundel wurde während der Indianerkriege, in der Zeit von 1680 bis 1720, verlassen. Nach ihrem Ende wurde Arundel neu aufgebaut. Jeder zurückkehrende Siedler erhielt eine Parzelle Land als Gegenleistung für die Bereitstellung der benötigten Fähigkeiten und Dienstleistungen. So konnte innerhalb kurzer Zeit eine größere Siedlung entstehen, die einen Puffer zwischen Kennebunkport und der Siedlung der indianischen Ureinwohner bildete. Zusätzlich wurde eine Garnison an der Saco Road errichtet.
Dadurch, dass sich die Siedlungen weiter von der Küste entfernt erstreckten, änderten die Bewohner ihre Tätigkeiten und waren nun vorrangig in der Landwirtschaft und der Holzwirtschaft tätig. Für die Bewohner wurde in den nördlichen Siedlungsbereichen Infrastruktur geschaffen. Eine Baptistenkirche wurde errichtet, heute befindet sich dort die Town Hall, diese wurde zunächst als Gemeinschaftshaus errichtet und war als Parvo Hall bekannt. Nachdem Maine als Bundesstaat eigenständig wurde, wurde der Name des Gebietes in Kennebunkport geändert.
Nachdem das südliche Maine im späten 18. Jahrhundert durch die Eisenbahn erschlossen wurde – noch heute wird auf der Bahnstrecke Cummings–Portland Güter- und Personenverkehr betrieben – änderte sich die Siedlungsstruktur. Die Siedlung entlang der Burnham Road spaltete sich in zwei Teile und verschwand schließlich. Ein Schulhaus ist erhalten geblieben, befindet sich aber in Privatbesitz. Die Eisenbahn brachte auch Sommergäste und trug zur Entwicklung der Küstengebiete bei. Jedoch wollten die Farmer und die anderen Bewohner des Hinterlandes nicht länger für die Entwicklung des Küstenstreifens aufkommen, daher wurde beschlossen, das Gebiet auf zwei Towns aufzuteilen. 1916 wurde es in Kennebunkport (das war der Küstenstreifen) und in North Kennebunkport geteilt. Im Jahr 1957 entschlossen sich die Bewohner von North Kennebunkport, den Namen ihrer Town wieder zurück auf den alten Namen Arundel zu ändern. Als der ländliche Teil einer Town besaß Arundel kein Zentrum und die Bevölkerung reiste in die benachbarten Zentren, um Waren und Dienstleistungen zu erwerben. In den letzten dreißig Jahren hat sich Arundel von einer ländlichen Gemeinde mit Milchbauern zu einer „Vorstadt“-Gemeinde für Arbeitnehmer der umliegenden Gemeinden gewandelt.

### Einwohnerentwicklung
| Volkszählungsergebnisse – Town of Arundel, Maine | Volkszählungsergebnisse – Town of Arundel, Maine | Volkszählungsergebnisse – Town of Arundel, Maine | Volkszählungsergebnisse – Town of Arundel, Maine | Volkszählungsergebnisse – Town of Arundel, Maine | Volkszählungsergebnisse – Town of Arundel, Maine | Volkszählungsergebnisse – Town of Arundel, Maine | Volkszählungsergebnisse – Town of Arundel, Maine | Volkszählungsergebnisse – Town of Arundel, Maine | Volkszählungsergebnisse – Town of Arundel, Maine | Volkszählungsergebnisse – Town of Arundel, Maine |
| Jahr                                             | 1700                                             | 1710                                             | 1720                                             | 1730                                             | 1740                                             | 1750                                             | 1760                                             | 1770                                             | 1780                                             | 1790                                             |
| ------------------------------------------------ | ------------------------------------------------ | ------------------------------------------------ | ------------------------------------------------ | ------------------------------------------------ | ------------------------------------------------ | ------------------------------------------------ | ------------------------------------------------ | ------------------------------------------------ | ------------------------------------------------ | ------------------------------------------------ |
| Einwohner                                        |                                                  |                                                  |                                                  |                                                  |                                                  |                                                  |                                                  |                                                  |                                                  | 1458                                             |
| Jahr                                             | 1800                                             | 1810                                             | 1820                                             | 1830                                             | 1840                                             | 1850                                             | 1860                                             | 1870                                             | 1880                                             | 1890                                             |
| Einwohner                                        | 1900                                             | 2371                                             | 2478                                             |                                                  |                                                  |                                                  |                                                  |                                                  |                                                  |                                                  |
| Jahr                                             | 1900                                             | 1910                                             | 1920                                             | 1930                                             | 1940                                             | 1950                                             | 1960                                             | 1970                                             | 1980                                             | 1990                                             |
| Einwohner                                        |                                                  |                                                  | 564                                              | 545                                              | 866                                              | 939                                              | 907                                              | 1322                                             | 2150                                             | 2669                                             |
| Jahr                                             | 2000                                             | 2010                                             | 2020                                             | 2030                                             | 2040                                             | 2050                                             | 2060                                             | 2070                                             | 2080                                             | 2090                                             |
| Einwohner                                        | 3571                                             | 4022                                             | 4264                                             |                                                  |                                                  |                                                  |                                                  |                                                  |                                                  |                                                  |

## Wirtschaft und Infrastruktur

### Verkehr
Die Interstate 95 und der U.S. Highway 1 verlaufen in nordwestlicher Richtung durch das Gebiet von Arundel. Durch den Norden verläuft die Maine State Route 111.

### Öffentliche Einrichtungen
Es gibt keine medizinischen Einrichtungen in Arundel. Die nächstgelegenen befinden sich in Biddeford, Kennebung und Saco.
Arundel besitzt keine eigene Bücherei, jedoch bestehen Kooperationen mit der Graves Memorial Public Library in Kennebunkport, der Kennebunk Free Library in Kennebunk, der Lyman Community Library in Lyman und der MacArthur Library in Biddeford.

### Bildung
Für die Schulbildung in Arundel ist das Arundel School Department zuständig. Gemeinsam mit Kennebunkport und Kennebunk gehört Arundel zum RSU 21.
Es werden folgende Schulen angeboten:
- Kennebunk Elementary School in Kennebunk mit Schulklassen von Pre-Kindergarten bis zum 2. Schuljahr
- Sea Road School in Kennebunk mit Schulklassen vom 3. bis 5. Schuljahr
- The Middle School of the Kennebunks in Kennebunk mit Schulklassen vom 6. bis 8. Schuljahr
- Kennebunk High School in Kennebunk mit Schulklassen vom 9. bis 12. Schuljahr
- Kennebunkport Consolidated School in Kennebunkport mit Schulklassen von Kindergarten bis 5. Schuljahr
- The Mildred L. Day School in Arundel mit Schulklassen von Kindergarten bis 5. Schuljahr